# Brdatka
Přírodní rezervace Brdatka byla vyhlášena roku 1984 a rozkládá se na svahu nad Berounkou mezi Křivoklátem a Zbečnem v CHKO Křivoklátsko. Důvodem ochrany jsou společenstva suťových a skalnatých svahů.

## Popis oblasti
Ze stromů převládá dub zimní (Quercus petraea), dále je tu jeřáb břek (Sorbus torminalis) a jeřáb muk (Sorbus aria), bříza (Betula) a habr (Carpinus). V oblasti se vyskytuje mlok skvrnitý (Salamandra salamandra), ještěrka zelená (Lacerta viridis), užovka hladká (Coronella austriaca) a užovka podplamatá (Natrix tessellata). Z mnoha druhů ptáků lze vyjmenovat ledňáčka (Alcedo atthis), výra (Bubo bubo) a čápa černého (Ciconia nigra).